# 형이상학 서설 (라이프니츠)
⟪형이상학 서설⟫(Discours de métaphysique)은 1846년에 출간된 고트프리트 빌헬름 라이프니츠의 주저이다. 37절의 비교적 짧은 분량으로, 1686년 초 또는 1685년 말에 쓰여졌는데, 발견되지 않는 채 묻혀 있다가 1846년에 발견, 공간(公刊)되었다. 이 저작은 그 당시까지의 라이프니츠 사상의 집약임과 동시에 이후의 그의 사상 발전의 초석(礎石)이었다는 의미에서 대단히 중요하다. 첫번째에 관해서 말한다면 4년간의 파리 체재에서 얻은 수확이 완전히 소화되어 데카르트, 스피노자를 비판적으로 뛰어넘으려고 하는 라이프니츠 독자적인 입장이 제시되었고, 또한 그의 단면적인 활동의 기반이 세계상(像)으로서 명확화되어 있다는 점이다. 두 번째에 관해서 말한다면, 하나는 이후의 그의 사상 발전은 이 저작을 둘러싼 논쟁을 통해서 진전되었다는 점이며, 또 하나는, 예컨대 '단자' 등의 유명한 말은 아직 사용되지 않았지만 그의 사상을 밑받침하는 중요한 생각들이 여기서 거의 정리되고 있다는 점이다.
라이프니츠는 이 책에서 먼저 신에 대해서 이야기하기 시작하는데, 그것에 의하면 '신은 모든 우두머리 중의 최량(最良)의 우두머리'로서, '모든 것을 최선으로 만들었기' 때문에 이 세계는 항상 규칙적이며, 기적(奇蹟)이라고 하는 것도 일반적 질서에는 맞는 것으로 되어 있다(最善說). 또한 이와 같은 신의 작용을 피조물(被造物)의 작용과 구별하려는 목적에서 설명되는 '개체적 실체'라는 것은 독립된 불가분의 것으로서 각각 자기의 방법에 따른 전 우주의 표출(表出)을 본성으로 하는 '신의 거울 또는 전 우주의 거울'이다(단자론). 따라서 우주는 말하자면 실체의 수(數)만큼 존재하는 것이 되는데, 그런 무수한 표출 사이에는 신에 의해서 사전에 세워진 조화(調和)가 유지되고 있다(예정조화설). 또한 모든 실체의 본성에는 혼적(魂的)인 것이 포함되는데, 물체나 동물의 혼과 지성(知性)을 구비한 혼 사이에는 커다란 차이가 있으며, 최후의 것만이 자기를 파악하고, 이것에 의해서 신을 왕(王)으로 하는 우주 나라의 시민이 된다고 하는데, 이것들도 분명히 '연속적 법칙' 단자의 단계적 구별과 관련되는 생각이다.

## 같이 보기
- 형이상학 (아리스토텔레스)